# Kurixalus verrucosus
Kurixalus verrucosus är en groddjursart som först beskrevs av George Albert Boulenger 1893.  Kurixalus verrucosus ingår i släktet Kurixalus och familjen trädgrodor. IUCN kategoriserar arten globalt som livskraftig. Inga underarter finns listade i Catalogue of Life.